# Représentation de mot - Représentation de chose
Représentation de mot (allemand : Wortvorstellung) et représentation de chose (Sachvorstellung ou Dingvorstellung) désignent chez Freud deux types de représentations distinctes.

## Distinction métapsychologique des deux notions
Sigmund Freud utilisent les termes « Représentation de chose » (Sachvorstellung ou Dingvorstellung) et « représentation de mot » (allemand: Wortvorstellung) « pour distinguer deux types de « représentations » »: la représentation de chose, « qui dérive de la chose », est surtout visuelle et caractérise le système inconscient, tandis que « la liaison de la représentation de chose à la représentation de mot correspondante » est surtout acoustique et caractérise le système préconscient-conscient. Selon Laplanche et Pontalis, cette distinction par Freud des deux notions a donc « une portée métapsychologique » à prendre en considération.
La distinction entre représentation de chose et représentation de mot se manifeste dès les premiers travaux de Freud, au cours des années 1890.

## La représentation de chose
L'idée même de représentation de chose, présente très tôt chez Freud, est voisine du terme de « traces mnésiques »: celles-ci « se déposent dans les différents systèmes mnésiques ». Dans Sur la conception des aphasies. Étude critique (1891), Freud utilise le terme d' Objektvorstellung, et quelques années plus tard, dans L'Interprétation du rêve (1900) celui de Dingvorstellung. Selon Laplanche et Pontalis, l'une des définitions les plus précises de la représentation de chose se trouve toutefois, dans l'essai métapsychologique L'inconscient (1915): « La représentation de chose consiste en un investissement, sinon d'images mnésiques directes de la chose, du moins en celui de traces mnésiques plus éloignées, dérivées de celles-ci ». Les deux auteurs relèvent ainsi qu'à cette étape du texte métapsychologique sur L'inconscient, « la représentation est […] nettement à distinguer de la trace mnésique »: la représentation de chose « n'est pas à comprendre comme un analogue mental de l'ensemble de la chose », déclarent-ils. D'après Alain Gibeault, Freud se réfère dans cette définition de 1915 de la représentation de chose à « ce qu'il a élaboré quant à l'opposition entre perception et mémoire » ainsi qu'à « la succession des systèmes mnésiques ».

## La représentation de mot
Selon Laplanche et Pontalis, les « représentations de mot » sont introduites,  « dans une conception qui lie la verbalisation et la prise de conscience » dès le Projet de psychologie scientifique (1895), où il est indiqué que « l'image mnésique peut acquérir l'« indice de qualité » spécifique de la conscience ». La valeur topique de l'association de l'image verbale à l'image mnésique, permettant la prise de conscience, se trouve renforcée dans L'inconscient (Métapsychologie, 1915), soulignent les mêmes auteurs en citant Freud : « La représentation consciente englobe la représentation de chose plus la représentation de mot correspondante, tandis que la représentation inconsciente est la représentation de chose seule ».
Cependant, la représentation de mot « n'est pas réductible à une suprématie de l'auditif sur le visuel », estiment Laplanche et Pontalis. Ces derniers rappellent que, comme l'a montré Freud, « dans la schizophrénie, les représentations de mot sont elles-mêmes traitées comme des représentations de chose » selon le processus primaire : de même que dans le rêve, où des phrases prononcées à l'état de veille se trouvent traitées comme des représentations de chose (Freud est cité dans ses Compléments à la doctrine du rêve, 1917).

## Représentation de chose, représentation de mot et  rapport signifiant/signifié
D'après Alain Gibeault, l'appareil psychique ayant une structure spatiale, les représentations « se lient entre elles […] selon des types d'associations distincts ». Gibeault considère  que dès lors, « les représentations de chose sont moins significatives individuellement que par le réseau où elles sont codées et s'enchaînent ». Ce qui compte, c'est « l'inscription dans les systèmes psychiques  de certains aspects de l'objet relativement à un investissement pulsionnel ». 
En revenant sur l'étude neurologique de 1891 sur l'aphasie, Gibeault précise que Freud, à l'opposé de ses prédécesseurs, abordait « les différentes formes d'aphasie à partir d'une psychologie des représentations indépendante du système nerveux ». Dans cette étude sur l'aphasie, Freud ici cité déclare que « le mot acquiert sa signification par la liaison avec la « représentation d'objet » et non dans la référence à la chose même ». Pour Gibeault, le lien établi entre une représentation de chose et une représentation de mot serait « le résultat d'une association que l'on pourrait dire arbitraire » : Gibeault se réfère par là à « la théorie du signe, entre l'« image sonore », qui représente de façon spécifique le mot, et l'« image visuelle » de la chose »: il en vient ainsi à se référer « au rapport signifiant / signifié, introduit ultérieurement par Ferdinand de Saussure ».
Dans son article sur la « représentation de mot », Alain Gibeault est amené à souligner l'importance de l'enjeu que représente « le statut du langage par rapport à la découverte de l'Inconscient et de la sexualité infantile ». Il pose la question: « doit-on écrire comme Jacques Lacan (1956) que le langage est la condition de l'Inconscient […] ? ».

#### Textes de référence
- Sigmund Freud :
  - Contribution à la conception des aphasies : une étude critique (1891), trad. C. Van Reeth, Paris, PUF, 1983.
  - Esquisse d'une psychologie scientifique (1895) in  La naissance de la psychanalyse, lettres à W. Fliess, notes et plans 1887-1902, Paris, PUF, 1956.
  - L'Interprétation du rêve (1900), traduit par Janine Altounian, Pierre Cotet, René Laîné, Alain Rauzy et François Robert, OCF.P, Tome IV, P.U.F., 2003,  (ISBN 213052950X) ; dans Quadrige / P.U.F., 2010  (ISBN 978-2-13-053628-4).
  - Métapsychologie (1915), Ed.: Gallimard-Folio, 1986,  (ISBN 2-07032-340-4); in Métapsychologie, dans Œuvres Complètes de Freud / Psychanalyse — OCF.P XIII 1914-1915, trad. Janine Altounian, André Bourguignon, Pierre Cotet, Jean Laplanche et Alain Rauzy, Paris, PUF, 2e éd., 1994  (ISBN 2 13 042148 2); Métapsychologie, édition PUF-Quadrige, Préface de François Robert, 2010  (ISBN 2130579574).
- Jacques Lacan,
  - « Fonction et champ de la parole et du langage en psychanalyse — Rapport du congrès de Rome tenu à l'Instituto di psicologia della universita di Roma les 26 et 27 septembre 1953 », publié dans La Psychanalyse, PUF, vol. I, 1956, p. 81-166, dans Jacques Lacan, Écrits, Paris, Éditions du Seuil, 1966, 923 p. (ISBN 2-02-002752-6), p. 237-322.

#### Études
- Michel Arrivé, « Langage et inconscient chez Freud : représentations de mots et représentations de choses », dans Cliniques méditerranéennes, vol. no 68, no. 2, 2003, p. 7-21. [lire en ligne]
- Joël Dor, « Le signe linguistique » (Sur les représentations de mots et représentations de choses: p. 37), dans Introduction à la lecture de Lacan. I. L'inconscient est structuré comme un langage, Paris, Denoël / L'espace analytique, 1985.
- Alain Gibeault,  « Représentation de chose », « représentation de mot » (articles), dans Dictionnaire international de la psychanalyse (dir.: Alain de Mijolla), tome II, Calmann-Lévy (2002), Hachette-Littératures, 2005, p. 1530-1531, 1531-1533.
- Jean Laplanche et Jean-Bertrand Pontalis: Vocabulaire de la psychanalyse (1967), entrée: « Représentation de chose, représentation de mot », 8e édition, 1984, p. 417-419  (ISBN 2 13 038621 0); PUF-Quadrige, 5e édition, 2007,   (ISBN 2-13054-694-3)
- Claude Le Guen, Dictionnaire freudien, Puf, coll. « Grands dictionnaires »,  (ISBN 2130551114)
- « Signifiant » (Article), dans Elisabeth Roudinesco et Michel Plon, Dictionnaire de la psychanalyse, Paris, Fayard, coll. « La Pochotèque », 2011 (1re éd. 1997), 1789 p. (ISBN 978-2-253-08854-7), p. 1452-1458.